# Олівер Рек
Олівер Рек (нім. Oliver Reck, нар. 27 лютого 1965, Франкфурт-на-Майні) — німецький футболіст, що грав на позиції воротаря. По завершенні ігрової кар'єри — футбольний тренер. Наразі очолює тренерський штаб команди «Фортуна» (Дюссельдорф).
Виступав, зокрема, за клуби «Вердер» та «Шальке 04», а також національну збірну Німеччини.
Дворазовий чемпіон Німеччини. Чотириразовий володар Кубка Німеччини. Триразовий володар Суперкубка Німеччини. Володар Кубка Кубків УЄФА. У складі збірної — чемпіон Європи

## Клубна кар'єра
Олівер Рек починав свою кар'єру в «Кікерсі» (Оффенбах), за який зіграв 14 матчів у сезоні 1983/84, але його клуб, зайнявши 17 місце, вилетів у Другу Бундеслігу. В наступному сезоні став основним воротарем, зігравши 36 матчів, проте клуб зайняв 19 місце і вилетів у третій дивізіон.
Після цього 1985 році Рек перейшов у бременський «Вердер», де з сезону 1987/88 був основним воротарем, з яким він виграв по два чемпіонати і Кубка країни, три Суперкубка Німеччини, а також кубок володарів кубків 1991/92.
Влітку 1998 року перейшов до «Шальке 04» у віці 33 років, однак зіграв за гельзенкірхенців ще 112 ігор у Бундеслізі, вигравши ще два Кубки Німеччини. Завершив професійну кар'єру футболіста виступами за команду «Шальке 04» у 2003 році.

## Виступи за збірні
Протягом 1984—1989 років залучався до складу молодіжної збірної Німеччини. На молодіжному рівні зіграв у 12 офіційних матчах.
4 червня 1996 року проти збірної Люксембургу (9:1) Рек зіграв у своєму єдиному матчі за збірну Німеччини. У цьому ж році він був заявлений за збірну Німеччини на чемпіонат Європи 1996 в Англії, здобувши того року титул континентального чемпіона.

## Кар'єра тренера
Після завершення ігрової кар'єри Рек став тренером воротарів у «Шальке 04». 12 грудня 2005 року після звільнення головного тренера Ральфа Рангніка Рек став тимчасовим тренером «Шальке» і займав цю посаду до 4 січня 2006 року, дня призначення Мірко Сломки як нового головного тренера. З призначенням нового головного тренера Рек взяв на себе знову роботу тренера воротарів.
Після звільнення Фреда Рюттена у березні 2009 року Рек, разом з Міхаелем Бюскенсом і Юрі Мулдером, знову став в.о. головного тренера «Шальке 04», пропрацювавши до кінця сезону. Влітку 2009 року все тріо покинуло клуб, оскільки новий головний тренер клубу Фелікс Магат взяв свій власний тренерський штаб, зокрема новим тренером воротарів став Бернд Дреєр.
У сезоні 2010/11 Рек зайняв пост тренера воротарів клубу другого дивізіону «Дуйсбурга». Після відставки тренера Милана Шашича 28 жовтня 2011 року Рек був спочатку призначений тимчасовим тренером клубу, перш ніж був призначений на постійній основі 8 листопада 2011 року. Після трьох поразок на початку сезону 2012/13 Рек був звільнений з команди 25 серпня 2012 року.
У сезоні 2013/14 підписав контракт на два роки на посаду тренера воротарів у клубі «Фортуна» (Дюссельдорф). Після звільнення головного тренера Міхаеля Бюскенса Рек був призначений тимчасовим тренером. 30 грудня 2013 року новим головним тренером став Лоренц-Гюнтер Кестнер, а Олівер знову зайняв пост тренера голкіперів. Проте через стан здоров'я Кестнер незабаром покинув клуб і Рек до кінця сезону знову був виконувачем обов'язків головного тренера, а перед сезоном 2014/15 був призначений головним тренером. Проте вже 23 лютого 2015 року Олівер Рек покинув клуб.
27 січня 2016 року Рек очолив «Кікерс» (Оффенбах), що виступав у Регіоналізі.

## Титули і досягнення
- Чемпіон Німеччини (2):

«Вердер»: 1987–88, 1992–93
- Володар Кубка Німеччини (4):

«Вердер»: 1990–91, 1993–94
«Шальке 04»: 2000–01, 2001–02
- Володар Суперкубка Німеччини (3):

«Вердер»: 1988, 1993, 1994
- Володар Кубка Кубків УЄФА (1):

«Вердер»: 1991–92
Збірні
- Бронзовий олімпійський призер: 1988
- Чемпіон Європи (1):

Німеччина: 1996